# Eragrostis exelliana
Eragrostis exelliana är en gräsart som beskrevs av Georg Oskar Edmund Launert. Eragrostis exelliana ingår i släktet kärleksgrässläktet, och familjen gräs. Inga underarter finns listade i Catalogue of Life.